# قناة المدى
قناة المدى هي فضائية مدنية التوجه، يُشرف على محتواها فخري كريم.

## تاريخ القناة
تأسست قناة المدى بتاريخ أبريل 2014 على يد فخري كريم، وههي اليوم قناة عراقية ترفيهية مُنوعة تُقدم العديد من الأعمال الدرامية والبرامجية والسينمائية بجانب البرامج الاجتماعية. تُعتبر قناة المدى أول قناة في مؤسسة المدى التي تتكون من عدة صحف وإذاعة وما إلى ذلك.